# Alessandro Vicino
Alessandro Vicino (Bologna, 20 luglio 1969) è un ex arbitro di pallacanestro italiano.

## Carriera
Dalla stagione 2010/2011 arbitra nella massima serie italiana.